# Krištandol
Krištandol este o localitate din comuna Hrastnik, Slovenia, cu o populație de 27 de locuitori.